# 香港政治委任制度
香港政治委任制度是香港政治制度的一部份，是指香港特區政府的高級官員，包括司長、各決策局局長、行政長官辦公室主任、副局長及其政治助理的政治委任制度。其中司長及局長，如同其他主要官員（包括警務處處長、入境事務處處長、海關關長、審計署署長及廉政專員）須由行政長官提呈中华人民共和国国务院（中华人民共和國中央人民政府）任免。

## 歷史
香港特別行政區行政長官董建華於第二屆任期（2002年7月1日-2005年3月12日）時開始推行主要官員問責制（俗稱高官問責制；簡稱POAS）改革，將所有司長和局長職級由公務員職位改為以合約方式聘任，並須為過失負責任。不過要注意此制度包括的成員與香港特別行政區政府主要官員不完全相同。
當初董建華的構想中，高官問責制成立以後，由問責局長思考制定所屬決策局的政策，而由常任秘書長前往立法會代局長回應立法會議員質詢。由於決策局申請開設職位等需要經立法會的事務委員會通過，有新政策需要通知這些委員會，而且立法會會議中，議員亦提出不少質詢。局中官員需要前往各立法會解答質詢。但結果仍然是由問責局長親自帶領局內官員出席會議回應質詢。
高官問責制原意是各問責局長改向行政長官負責，行政長官因應社會情況而任免。但財政司司長梁錦松的偷步買車風波，董建華存保梁氏，正反映了問責局長只向行政長官負責，而不是向市民問責。其實就算立法會通過對司局長的不信任議案，行政長官也只會考慮是否罷免該司長或局長。2003年七一遊行後，財政司司長梁錦松及保安局局長葉劉淑儀相繼辭職，加上衞生福利及食物局局長楊永強在一年後才請辭。顯示了高官問責制某些局限。
2005年，曾蔭權當選行政長官後，宣佈各問責局長可以選擇不出席行政會議的會議，使非官守成員參與制定政策的空間增大。2007年7月1日，第三屆行政長官曾蔭權把問責局增加至十二個，並把部份問責局改組。特區政府於2008年實行《進一步發展政治委任制度報告書》建議，目的增設兩層政治委任官員，包括「副局長」及「政治助理」職級的制度。目標是吸納及培育足夠的政治人才，為有志參政的人士提供一個參政發展途徑。
| 職位     | 問責制推行前 | 主要官員問責制 (2002年) | 擴充政治委任制度 (2008年） | 第六屆政府架構重組 (2022年) |
| -------- | ------------ | ----------------------- | -------------------------- | --------------------------- |
| 司長     | 首長級公務員 | 政治委任官員            | 政治委任官員               | 政治委任官員                |
| 副司長   | 不適用       | 不適用                  | 不適用                     | 政治委任官員                |
| 局長     | 首長級公務員 | 政治委任官員            | 政治委任官員               | 政治委任官員                |
| 副局長   | 首長級公務員 | 不適用                  | 政治委任官員               | 政治委任官員                |
| 政治助理 | 不適用       | 不適用                  | 政治委任官員               | 政治委任官員                |

### 推行原因
自1997年，特區政府施政質素及效率每況愈下，社會普遍對高級政府官員越發不滿。下列事件亦被指促成董建華推行問責制：
- 1998年新建成的赤鱲角香港國際機場啟用發生大混亂，其後特區政府委任之調查委員會認為身兼機場發展策劃委員會主席之時任政務司司長陳方安生負有責任，但陳堅持公務員傳統不願道歉，只表示「非常遺憾」，引起市民不滿[2]。
- 連續多次揭發多宗居屋短樁事件，引發要求官員問責的聲音。
- 董建華跟當時的政務司司長陳方安生不睦，使政策決定及執行上受阻，故董建華認為需把統領公務員，包括決策局局長的權力完全置於行政長官之下。陳其後以私人理由提早退休，後來透露是因無法阻止董建華實行問責制。

### 副局長及政治助理
2007年10月17日，特區政府發表《進一步發展政治委任制度報告書》，建議設立副局長及局長政治助理等政治委任職位，協助局長處理政治事務。建議於立法會通過，並於2008年開始進行委任。
2007年10月17日《進一步發展政治委任制度報告書》發表聲明時表示，副局長等政治委任制度，目的是進一步發展2002年開始實行的主要官員問責制。任命政治班子，作精英培訓，是為了有系統地補充香港政治人才的欠缺，也為香港漸進式實現全民普選作棋局式部署。其新設的副局長和政治助理職位類似英國的政務次官。
2008年5月20日，行政長官公布八位副局長名單，獲委任的副局長來自金融界、法律界、醫學界、學術界和傳媒等多個專業，其中亦有一位政務主任。5月22日公報首批九位政治助理，政治助理是在問責制下按非公務員條款獲委任，任期至2012年6月30日。
2009年10月22日，特區政府委任前任入境事務處處長黎棟國出任保安局副局長及前任民政事務總署副署長黃靜文出任政制及內地事務局副局長，接替出任行政長官辦公室主任的譚志源。
2011年6月28日，中華人民共和國國務院任命商務及經濟發展局副局長蘇錦樑為商務及經濟發展局長，接替4月因健康理由辭任局長的劉吳惠蘭，蘇氏自三月起署任局長，是自副局長及政治助理制度推行以來，第一位副局長升任問責局長。
2015年9月18日，特區政府公布，政制及內地事務局政治助理陳岳鵬升任該局副局長，填補前副局長劉江華升任民政局長後的空缺，是歷來最年輕副局長，亦是首名由政助升職副局長的問責官員。隨著他在2017年6月辭職，他成為自2008年推行副局長制度以來任職副局長時間最短的人，歷時只有1年多。

## 主要內容
- 將所有司長和局長職級由公務員職位改為以合約方式聘任，並須為過失負責。
- 將局長向司長負責的制度改變為直接向行政長官負責；政務司司長及財政司司長只負責行政長官直接委派的工作（曾蔭權上任後改回舊制）。
- 原由公務員擔任的局長職位改稱「常任秘書長」，職責是帶領屬下公務員執行問責局長決策。
  - 為平息公務員疑慮，公務員事務局局長須由公務員轉任；而且委任期滿後可返回公務員崗位[6]（即俗稱「旋轉門」），但聶德權則由政制及內地事務局局長平調為公務員事務局局長。
- 原由公務員擔任的副局長[註 1]職位，中文職稱改為「副秘書長」，英文職稱不變。
- 將局的數目減少以控制高級人員數目，並不再分為「決策局」和「資源局[註 2]」，統稱「決策局」。

## 影響
- 為額外支付問責局長每年數千萬港元薪酬及其他開支而不增加政府支出，削減大量公務員職位[2]。
- 香港公務員最高職位由政務司司長降為各政策局的常任秘書長。
- 政務司司長的權力被削減，統領眾局長的權力被削去，被揶揄為「無兵司令」[7]（曾蔭權上任後改回舊制）。

## 成效
問責制推出後受到不少批評；自從實施後僅有五位高級官員因被指犯錯而自動辭職。下台的官員分別是財政司司長梁錦松、保安局局長葉劉淑儀、衞生福利及食物局局長楊永強、發展局局長麥齊光及民政事務局局長徐英偉，其中麥齊光僅任職十二天。
曾鈺成于2019年7月撰文《殖民管治留下的兩個問題》，认为董建华的推行的「主要官員問責制」是1997年香港特区政府成立以来为摆脱殖民体系所作出的最重大的體制改革。然而曾钰成同时指出，由于目前大部分问责官员都是原港英政府的公务员出身，「只懂執行」而「不懂政治」，对利用政治手段解决香港社会的经济民生问题的能力有限，导致特区政府成立后「每隔數年便發生一場災劫」。

### 仙股事件
2002年8月，香港交易及結算所（港交所）發出諮詢文件，建議調高股份除牌的價格下限，將股價連續30個交易日低於港幣5角的主板上市公司股票（俗稱仙股）除牌，引起市場投資者憂慮所持有的細價股份會遭除牌而導致恐慌性拋售。這件事後來被稱為「仙股事件」，該日香港股市總市值下跌一百一十三億港元。其後港交所撤回文件。事件牽涉到時任財經事務及庫務局局長馬時亨及財政司司長梁錦松，但兩人並沒有受到處分，只有港交所行政總裁鄺其志辭職。

### 泰國包機事件
泰國於2008年11月發生了人民民主聯盟在素萬那普國際機場舉行反政府集會，素萬那普國際機場被迫關閉。近千香港遊客滯留當地，特區政府遲遲沒有派遣包機接走民眾。由於鄰近的中國大陸、臺灣及澳門等已早早派遣包機接走人民，令香港人感到十分無助。由於當時保安局局長李少光正在外訪，一直未有保安局代表出席由唐英年主持的每日政府高層會議，發現原來整个決策過程全由保安局副秘書長魏永捷在港主持大局。負責署任局長職務的林瑞麟，以至政務司司長唐英年、行政長官曾蔭權未有親自指揮。事後香港民眾要求向負責的政府官員問責，但最終決定包機的唐英年重申今次是「集體決定，團隊負責」而沒有問責官員受處分，間接令高官問責制名存實亡。

### 副局長和政治助理薪金爭議
2008年5月31日，民主派立法會議員強烈要求特區政府公開副局長及政治助理的具體薪酬。在民主派議員強大壓力下，政府披露多位政治官員薪酬分布，介乎208,680港元（4位）至223,585港元（4位），政治助理的月薪分別是134,150元（7位）、149,055元（1位）及163,960元（1位）。除現金薪酬外，副局長及政治助理亦可享有每年22天年假（最多可累積22天）、醫療及牙科福利，以及政府的強積金供款。他們幾個人的基本薪金一年已花去四千萬公帑。
民主黨議員張文光批評多位政治官員的薪酬在議員的兩至三倍以上，「他們全無政治歷練，憑甚麼拿高薪？公務員人工要升到這級數，也要很艱苦做很多工作！」，批評特首曾蔭權用人唯親。
民建聯議員曾鈺成認為，政府公布每一薪金點的人數分布便可，可以毋須公開個別獲委人士的薪酬。

### 雙重國籍風波
2008年5月，香港傳媒揭發八個副局長五個擁有雙重國籍，其中譚志源與候任財經事務及庫務局副局長梁鳳儀擁有居英權，候任食物及衞生局副局長梁卓偉以及候任環境局副局長潘潔分別擁有加拿大及美國國籍。雖然副局長不屬《基本法》規定之主要官員，毋須符合只具中華人民共和國國籍且無外國居留權的要求，但有傳媒指副局長有可能署任局長之位。2008年5月31日，特首曾蔭權首度就事件表示，特區政府任命副局長時必須按《基本法》處理，不應收緊對國籍的要求，否則不能達到用人唯才的目標；又指個別副局長考慮放棄外國居留權屬個人決定，外界應尊重他們選擇。他們後來先後宣佈放棄外國國籍，以平息爭議。

### 能力質疑
2010年12月，獨立智庫「新力量網絡」的研究指出，八名隸屬不同決策局、至今上任已兩年多的政治助理中，出席會議次數最多的政治助理只有八次。出席會議次數最少的來自民建聯的發展局政治助理張文韜和民政事務局政治助理徐英偉，以及財經事務及庫務局政治助理伍潔鏇，三人上任兩年多以來，只出席過三次立法會會議。發言次數方面，除蔡少綿任內兩年曾在立法會會議發言一次外，其餘政助從未發言。新力量網絡研究總監葉健民認為，「市民現時根本不知這班政治助理正在做什麼，他們如何可以向市民問責？」

## 現任政治委任官員
截至2022年7月，特區政府共有43个政治委任官职，实际在任官员40人。
- 各司長
  - 政務司司長：陳國基（前行政長官辦公室主任）
  - 財政司司長：陳茂波（前會計界立法會議員）
  - 律政司司長：林定國（前香港大律師公會主席）
- 各副司長
  - 政務司副司長：卓永興（前財政司司長私人辦公室顧問）
  - 財政司副司長：黃偉綸（前發展局局長）
  - 律政司副司長：張國鈞（前民建聯黨員及前選舉委員會立法會議員）
- 各決策局局長
  - 環境及生態局局長：謝展寰（前環境局副局長）
  - 勞工及福利局局長：孫玉菡（前勞工處處長）
  - 保安局局長：鄧炳強（前警務處處長）
  - 運輸及物流局局長：陳美寶（前運輸及物流局常任秘書長）
  - 醫務衞生局局長：盧寵茂（前香港大學深圳醫院院長及瑪麗醫院肝臟移植中心主管）
  - 商務及經濟發展局局長：丘應樺（前大灣區航空行政總裁）
  - 發展局局長：甯漢豪（前發展局常任秘書長）
  - 教育局局長：蔡若蓮（前教聯會副主席、教育局副局長及2016年立法會選舉教育界落選人[註 3]）
  - 公務員事務局局長：楊何蓓茵（前公務員事務局常任秘書長）
  - 創新科技及工業局局長：孫東（前選舉委員會立法會議員）
  - 政制及內地事務局局長：曾國衞（前入境事務處處長）
  - 文化體育及旅遊局局長：羅淑佩（前房屋局常任秘書長兼房屋署署長）
  - 房屋局局長：何永賢（前建築署署長）
  - 民政及青年事務局局長：麥美娟（工聯會黨員及前選舉委員會立法會議員）
  - 財經事務及庫務局局長：許正宇（前香港金融發展局行政總監）

（以上21人皆为行政会议官守成员，即通稱的“内閣”）
- 行政長官辦公室主任：葉文娟（前保安局常任秘書長）

（以上17人之排名順序，可參照香港特別行政區排名名單）
- 各決策局副局長（排名不分先后）
  - 教育局副局長：施俊輝
  - 保安局副局長：卓孝業
  - 醫務衛生局副局長：范婉雯
  - 民政及青年事務局副局長：梁宏正
  - 勞工及福利局副局長：何啟明
  - 財經事務及庫務局副局長：陳浩濂
  - 發展局副局長：林智文
  - 環境及生態局副局長：黃淑嫻
  - 運輸及物流局副局長：廖振新
  - 商务及經济发展局副局長：陳百里
  - 政制及內地事務局副局長：胡健民
  - 文化體育及旅遊局副局長：劉震
  - 創新科技及工業局副局長：張曼莉
  - 房屋局副局長：戴尚誠
- 各司長政治助理
  - 政務司司長政治助理：李惠
  - 財政司司長政治助理：楊通達
  - 律政司司長政治助理：洪曉敬
- 各副司長政治助理
  - 政務司副司長政治助理：葉紹堅
  - 財政司副司長政治助理：宋佩瑜
  - 律政司副司長政治助理：陳倩雯
- 各決策局局長政治助理（排名不分先后）
  - 教育局局長政治助理：蕭嘉怡
  - 保安局局長政治助理：梁溯庭
  - 醫務生局局長政治助理：祁志鴻
  - 民政及青年事務局局長政治助理：張進樂
  - 勞工及福利局局長政治助理：傅曉琳
  - 財經事務及庫務局局長政治助理：葉俊廉
  - 發展局局長政治助理：黃詠儀
  - 環境及生態局局長政治助理：李世隆
  - 运输及物流局局長政治助理：陳閱川
  - 商务及经济发展局局長政治助理：李世華
  - 政制及内地事务局局長政治助理：懸空
  - 文化體育及旅遊局局長政治助理：招文亮
  - 創新科技及工業局局長政治助理：廖添誠
  - 房屋局局長政治助理：歐陽文倩

有一個特殊安排：公務員事務局不設副局長和局長政治助理